# Crozetia crozetensis
Crozetia crozetensis är en tvåvingeart som först beskrevs av Womersley 1937.  Crozetia crozetensis ingår i släktet Crozetia och familjen knott.
Artens utbredningsområde är Crozetön. Inga underarter finns listade i Catalogue of Life.